# Eva Carneiro
Eva Carneiro (Gibraltar, 30 de septiembre de 1973) es una médica deportóloga británica, conocida por auxiliar al primer equipo del Chelsea, al cual se unió en 2009. Educada en la Universidad de Nottingham, el Australasian College of Sports Physicians en Melbourne y el Queen Mary University de Londres, trabajó para el West Ham United, el Departamento de Salud Pública, el Instituto Médico Olímpico y el equipo femenino de Inglaterra. Carneiro fue empleada en el Chelsea en 2009, abandonando su cargo bajo circunstancias controversiales en septiembre de 2015.

## Primeros años
Eva Carneiro nació en Gibraltar como hija del español Antonio Carneiro, un electricista, y su esposa inglesa Lourdes. A la edad de 16, sintió la inspiración para ser doctora en medicina deportiva. Ella estudió medicina en la Universidad de Nottingham, pasó dos años en el Australasian College of Sports Physicians en Melbourne y completó su MSc en Medicina y Deporte en la Queen Mary University of London.

## Carrera

### Inicios
Carneiro trabajó para el West Ham United al completar su tesis, después del cual fue empleada por el Departamento de Salud Pública en el fideicomiso de atención primaria de Islington antes de ser fijada en el programa de entrenamiento británico para Especialista en Medicina y Deportes con el Instituto Médico Olímpico preparando atletas británicos para los Juegos Olímpicos de 2008. También trabajó para la Selección femenina de fútbol de Inglaterra.

### 2009-2015: Chelsea
Carneiro se unió al Chelsea en 2009 y en 2011 fue fijada por el entrenador André Villas-Boas para entrenar con el primer equipo habiendo trabajado previamente con su equipo de reserva. Después de su despido, ella continuó trabajando para el Chelsea bajo la dirección técnica de Roberto Di Matteo, Rafael Benítez y José Mourinho.
Para la temporada 2014-15 del Chelsea, se reportó que Carneiro fue sujeto de cantos sexistas por parte de seguidores del Arsenal, Manchester City y Manchester United. Heather Rabbatts, de la junta de Inclusión y Asesoría de la FA, hizo un llamado a los seguidores para reportar sexismo dentro del partido con la FA juramentándose para actuar contra los cánticos sexistas. Chelsea hizo un llamado para acabar con los cánticos sexistas por parte de los seguidores. Incitada por el abuso dirigido a Carneiro, la ministra británica de Deporte, Helen Grant, exigió al deporte a hacer más para erradicar “el azote de la intolerancia y la discriminación”. El periodista Alex Clark del diario The Guardian citó el abuso hacia Carneiro como una razón para erradicar el sexismo tanto dentro del fútbol como de la sociedad en general. Ella fue parte del equipo de apoyo que auxilió al Chelsea que ganó Premier League y la Copa de la Liga en 2015.
Carneiro y el jefe de fisioterapeutas Jon Fearn fueron sujetos de críticas por parte de Mourinho después del primer partido de la temporada 2015–16: Chelsea jugaban contra Swansea City en Stamford Bridge. Según Mourinho, ella y Fearn se apresuraron para auxiliar a Eden Hazard cuando él sintió que la lesión no era de una magnitud seria. Estuvo aún más enfadado porque esto significó que el Chelsea, con un jugador expulsado, estuvieron temporalmente con 8 jugadores en el terreno de juego. Bajo las reglas del fútbol, el personal médico no tiene permitida la entrada dentro del terreno de juego sin permiso del árbitro, pero tienen el deber de atender a un jugador lesionado cuando es requerido. Carneiro y Fearn fueron llamados dos veces al terreno de juego por el árbitro Michael Oliver. La versión de Carneiro en la cual estaba simplemente haciendo ha sido totalmente apoyada por la FIFA y su jefe médico Michel D’Hooghe. Tanto Fearn como Carneiro no estuvieron para el siguiente partido del Chelsea, como visitante contra el Manchester City el 16 de agosto.
Por el año 2007 Mourinho admitió que llamó al árbitro Mike Riley filho da puta, lo cual es una expresión abusiva portuguesa que se traduce como "hijo de p.rra/p.ta". Después del incidente de Carneiro, se presumió que Mourinho la había llamado filha da puta, que en español se traduce como "hija de perr.../p.ta". Mourinho negó usar el modo femenino de la frase, diciendo que "Filho da puta es una frase que uso frecuentemente, todos los jugadores lo saben. No hay una connotación sexista en el uso de la frase - es como decir 'desaparece'. El 22 de septiembre de 2015 Carneiro abandonó su cargo como doctora del primer equipo del Chelsea. El 30 de septiembre, después de consultar a un experto en portugués, la FA absolvió a Mourinho de hacer comentarios discriminatorios hacia Carneiro. Ni Mourinho ni Carneiro fueron citados a dar evidencia a la FA. El reporte señaló que la grabación fue examinada pero no contenía las palabras que el experto había concluido sobre lo dicho por Mourinho.
El grupo Women in Football después de consultar a su propio experto en lenguas, declaró que estaban "horrorizados" por la decisión de absolver a Mourinho y que su experto en lenguas estaba seguro de que Mourinho había usado lenguaje injurioso hacia una mujer, contrario al veredicto al experto de la FA. La decisión de absolver a Mourinho también trajo críticas del presidente de la Football Association, Greg Dyke y Heather Rabbatts, la jefa de la junta de asesoría inclusiva de la FA.
En octubre de 2015 los abogados de Carneiro avisaron acerca de un reclamo por despido constructivo contra el Chelsea Football Club. En marzo de 2016, Sam Wallace, el jefe de redacción de fútbol del diario the Telegraph', contrastó la velocidad con la cual Chelsea resolvió problemas con jugadores y entrenadores con la 'desgracia' del retraso por 7 meses acerca del trato apropiado a Carneiro. Wallace dijo que el próximo entrenador debía resolver el problema.
Se llevaron a cabo negociaciones privadas en los primeros meses de 2016, con un tribunal laboral programado para junio de 2016 con una duración esperada de 10 días.
El tribunal fue sujeto de portadas de muchos periódicos, y fue finalizado en términos confidenciales en el segundo día de la audiencia. Chelsea ofreció una disculpa por el daño causado a Carneiro y su familia, y declaró "Queremos dejar en claro que en lo que se refiere a introducirse en el terreno de juego la Dra. Carneiro estaba siguiendo tanto las reglas como cumpliendo su responsabilidad con los jugadores como doctora, poniendo la seguridad de ellos primero."
 También concluyó el caso privado contra Mourinho. Los documentos legales entregados a su tribunal laboral reveló que previamente había rechazado una oferta del club por 1.2 millones de libras para cerrar la demanda. Los documentos también revelaron que Carneiro se rehusó a volver al trabajo a menos que recibiera un 40% de incremento salarial de un salario de £400,000 por año, una indemnización por un año de salario, participación en un sistema de primas “para premiarme apropiadamente por mi contribución al éxito del club”; y una “paga sustancial” en compensación por el daño causado.

### 2016: Práctica privada
Carneiro maneja una clínica en Harley Street, especializada en medicina deportiva.

## Personal
El 11 de noviembre de 2015, se casó con Jason De Carteret.